# Giovanni Carlo Maria Clari
Giovanni Carlo Maria Clari (Pisa, 27 de setembre de 1677 – idem. 16 de maig de 1754) fou un compositor italià.
Notable deixeble del mestre Colonna a Bolonya, el 1695, estrenà la seva primera òpera Il savio delirante i poc temps després fou mestre de capella a Pistoia.
Entre les seves obres hi figuren: els oratosir Ester, Adamo i Sant Nicolas; un Stabat Mater a gran orquestra; diverses Misses a quatre i cinc veus; Salms, a dos cors; Motets, un Rèquiem, i nombroses composicions vocals de música di camera, amb acompanyament de piano, que es reimprimiren a París el 183 amb el títol de Madrigali, e dueti e terzetti dell abbate Clari, que rivalitzaven amb els de Steffani. El Solfeggi per due voci de Clari, fou reimprès per Teschne a Laipzig.